# Diadora
Ді́адора (англ. Diadora) — італійська компанія з виробництва спортивних товарів.

## Історія компанії

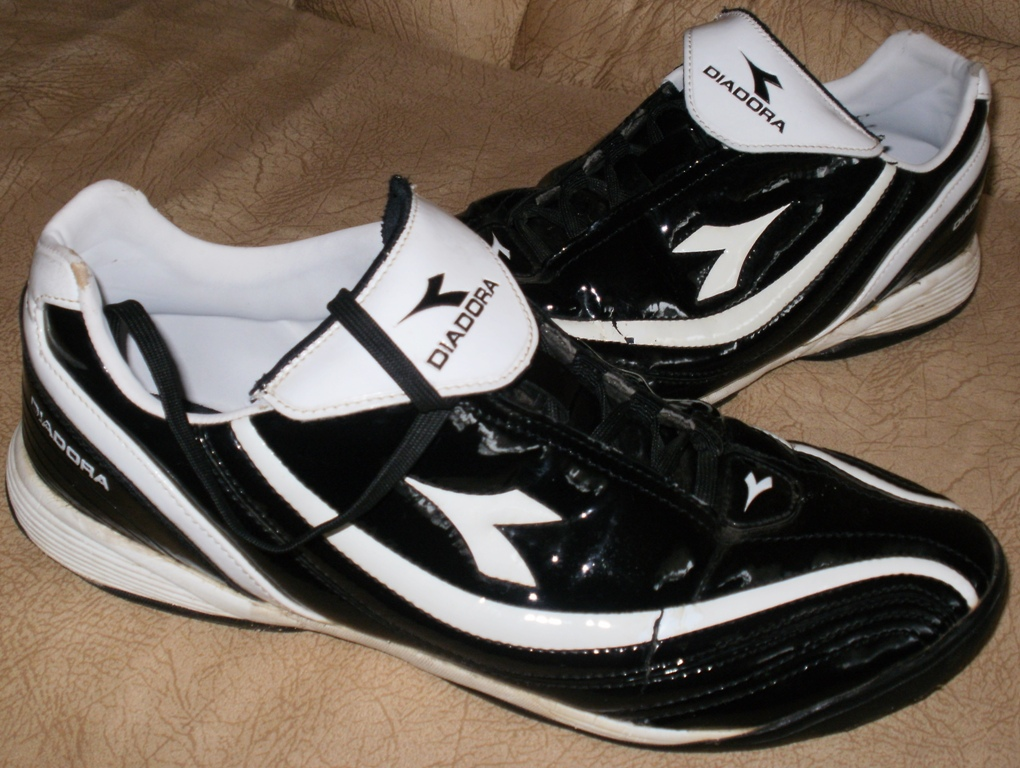
Кросівки фірми Діадора

Заснована компанія була 1948 року, як фірма по виготовленню взуття для альпінізму.
В 1960-х Діадора почала виготовляти лижну екіпіровку. Також Діадора виробляє екіпіровку для мотоциклістів.
В 1970-х Diadora почала виготовляти екіпіровку для футболу, тенісу і інших видів спорту — ті товари фірми, які є популярними в наш час.
У 2009 році Діадора була третьою компанією в рейтингу виробників спортивних товарів в США.
Adidas хоче викупити 50 % фірми Diadora.

## Діяльність
Діадора є спонсором багатьох футбольних команд світу, а також постачає форму для суддів футбольних ліг: Італії, Шотландії, Румунії та Індії.